# Thomas Cochrane, 8th Earl of Dundonald
Thomas Cochrane, 8th Earl of Dundonald, britanski plemič, častnik in politik, * 1691, † 31. oktober 1778. 
Rodil se je kot sedmi sin Williama Cochrana iz Ochiltreeja in njegovi ženi Lady Mary Bruce, najstarejši hčerki Alexandra Bruca. Leta 1713 je vstopil v vojaško službo in postal kornet v Kraljevem polku dragoncev; čez tri leta je že postal stotnik v 27th Regiment of Foot. Leta 1718 je dosegel čin majorja in postal Fort Major v Fort St Philip na Minorci.
Pozneje (1722) je postal član parlamenta za Renfrewshire, katerega je v parlamentu predstavljal do leta 1727. V letih 1730 in 1764 je bil Commissioner of the Excise za Škotsko Med jakobinsko vstajo leta 1745 je podpiral Hannoverce in je pozneje pričal proti Archibaldu Stewartu, ki je med vstajo predal mesto Edinburgh jakobincem.
Po smrti bratranca Williama Cochrana je 9. julija 1758 nasledil plemiški naziv Earl of Dundonald. Slednji, tudi vojaški častnik, je umrl med bitko za Louisbourg in brez potomcev. Kot najstarejši preživeli sin Williama Cochrana iz Ochiltreeja je Thomas že prej podedoval družinska posestva v Culrossu in Ochiltreeju.

## Družina
Cochrane se je poročil dvakrat:
Elizabeth Kerr (1721)
- Thomas (umrl kot otrok)
- Grizel.[1][4]

Elizabeth, njegova sestrična, je umrla leta 1743.
Jane Stuart (6. september 1744)
- Archibald (1748), izumitelj;
- Charles (1749), častnik;
- John (1750);
- James Atholl (1751), duhovnik[5];
- Basil (1753), uradnik;
- Alexander Forrester Inglis (1758), admiral in politik[1][5];
- George Augustus Frederick (1762), podpolkovnik in politik[5][6];
- Andrew James (1767), brigadir in guverner Dominike[1][6].

Thomas Cochrane je umrl 31. oktobra 1778; njegov vojvodski naslov je podedoval njegov najstarejši sin Archibald, ki je postal 9th Earl of Dundonald.